# Armstrong Whitworth A.W.19
Armstrong Whitworth A.W.19 là một loại máy bay đa dụng quân sự hai tầng cánh, được chế tạo giữa thập niên 1930.

## Tính năng kỹ chiến thuật
Dữ liệu lấy từ Tapper 1973, tr. 208 and p.194
Đặc điểm tổng quát
- Kíp lái: 2 - 3
- Chiều dài: 42 ft 2 in (12.85 m)
- Sải cánh: 49 ft 8 in (15.14 m)
- Chiều cao: 13 ft 0 in (3.96 m)
- Diện tích cánh: 654 ft2 (60.78 m2)
- Trọng lượng rỗng: 4.298 lb (1.950 kg)
- Trọng lượng có tải: 8.750 lb (3.969 kg)
- Động cơ: 1 × Armstrong Siddeley Tiger IV, 810 hp (600 kW) mỗi chiếc

Hiệu suất bay
- Vận tốc cực đại: trên độ cao 6.000 ft (1.826 m) 163 mph (262 km/h)
- Trần bay: 21.000 ft (6.400 m)

Vũ khí trang bị
- 1 × súng máy 0.303 in (7,7 mm)
- 1 × súng máy Lewis 0.303 in (7,7 mm)
- 1 × ngư lôi 2.000 lb (907 kg) hoặc 1 × quả bom 1.000 lb (454 kg) trong thân
- 1.000 lb (454 kg) bom treo dưới cánh